# Rebellion (2024)
Rebellion (2024) – gala wrestlingu organizowana przez amerykańską federację Total Nonstop Action Wrestling (TNA), która była nadawana na żywo w systemie pay-per-view i za pośrednictwem platform TNA+ oraz Triller TV. Odbyła się 20 kwietnia 2024 w Palms Casino Resort w Paradise w stanie Nevada. Była to szósta gala z cyklu Rebellion, a zarazem drugie per-per-view TNA w 2024.
Na gali odbyło się jedenaście walk, w tym trzy w pre-show Countdown to Rebellion. W walce wieczoru, Moose pokonał Nica Nemetha broniąc TNA World Championship. W innych ważnych walkach, Jordynne Grace pokonała Steph De Lander broniąc TNA Knockouts World Championship, Frankie Kazarian pokonał Erica Younga w Full Metal Mayhem matchu oraz Mustafa Ali pokonał Jake’a Somethinga broniąc TNA X Division Championship. Gala obejmowała także powroty do TNA Mike’a Santany, Samiego Callihana i Matta Hardy’ego.

## Tło
8 lutego 2024 roku, Total Nonstop Action Wrestling ogłosił, że Rebellion odbędzie się 20 kwietnia 2024 w Palms Casino Resort w Paradise w stanie Nevada.

## Rywalizacje
Rebellion oferowało walki wrestlingu z udziałem różnych zawodników na podstawie przygotowanych wcześniej scenariuszy i rywalizacji, które są realizowane podczas cotygodniowych odcinków programu Impact!. Wrestlerzy odgrywają role pozytywnych (face) lub negatywnych bohaterów (heel), którzy rywalizują pomiędzy sobą w seriach walk mających budować napięcie.

### Pojedynek o TNA World Championship oraz o TNA World Tag Team Championship
Na Hard To Kill, Moose pokonał Alexa Shelleya i zdobył TNA World Championship. Jednakże, gdy on i jego koledzy ze stajni w The System (Brian Myers, Eddie Edwards, Alisha Edwards i DeAngelo Williams) mieli świętować, przerwał im debiutujący Nic Nemeth (dawniej Dolph Ziggler w WWE), który natychmiast zaatakował Moose’a. Na następnym odcinku TNA Impact!, Nemeth jasno wyraził swoje zamiary dotyczące zostania kolejnym TNA World Championem. Dwa miesiące później, na odcinku z 14 marca, po tym, jak Nemeth i Speedball Mountain (Mike Bailey i Trent Seven) pokonali Steve’a Maclina i The Rascalz (Treya Miguela i Zachary’ego Wentza), The System zaatakowało i rozłożyło pierwszą trójkę. Natychmiast po tym TNA ogłosiło, że Nemeth rzuci wyzwanie Moose’owi o TNA World Championship na Rebellion, a Speedball Mountain także rzuci wyzwanie Myersowi i Edwardsowi o TNA World Tag Team Championship.

### Pojedynek o TNA X Division Championship
21 marca na odcinku TNA Impact!, Jake Something wygrał sześcioosobową walkę „Rebellion Referendum”, dzięki czemu zdobył walkę TNA X Division Championship przeciwko Mustafie Ali na Rebellion.

### Eric Young vs. Frankie Kazarian
Eric Young i Frankie Kazarian byli uwikłani w rywalizację od odcinka TNA Impact! z 18 stycznia, kiedy ten ostatni zaatakował pierwszego po przegranej w tag team matchu. Kazarian przyrzekł, że rok 2024 będzie „jego rokiem”, wygra TNA World Championship i zostanie na zawsze zapamiętany jako „król” TNA, podobnie jak Young go postrzega. Ostatecznie obaj stoczyli pojedynek na No Surrender, a zwycięzca zdobył tytuł walkę o TNA World Championship na Sacrifice. Young wygrał walkę, a Kazarian później w gniewie zaatakował sędziego. Dyrektor of Authority TNA Santino Marella zawiesił Kazariana za swoje czyny. Jednak Kazarian nadal celował w Younga, co kosztowało go walkę o tytuł mistrza świata przeciwko Moose’owi na Sacrifice. Dwa tygodnie później, 21 marca na odcinku TNA Impact!, Young udzielił promo na rampie wejściowej, wyzywając Kazariana na Full Metal Mayhem match na Rebellion. TNA ogłosiło później walkę oficjalną za pośrednictwem swojej strony internetowej.

### Pojedynek o TNA Knockouts World Championship
28 marca na odcinku TNA Impact!, Steph De Lander powróciła do TNA i z pomocą powracającego Matta Cardony wygrała 8-4-1 match i została pretendentką numer jeden do TNA Knockouts World Championship Jordynne Grace na Rebellion.

### Josh Alexander vs. Hammerstone
Na Hard To Kill, Hammerstone zadebiutował w ringu w TNA, przegrywając z Joshem Alexandrem. Dwa miesiące później na Sacrifice, doszło do rewanżu pomiędzy nimi gdzie – obecnie jako pełnoetatowy członek rosteru TNA – odniósł zwycięstwo, chociaż w tym celu zadał Alexanderowi low blow, z dala od pola widzenia sędziego; po czym ukradł wrestlingowe nakrycie głowy Aleksandra jako swego rodzaju trofeum. 4 kwietnia na odcinku TNA Impact!, TNA ogłosiło walkę pomiędzy Hammerstonem i Alexandrem na Rebellion. W następnym tygodniu, Alexander podniósł stawkę, wyzywając Hammerstone’a na Last Man Standing match, który TNA ogłosiło oficjalnie.

### Joe Hendry vs. Rich Swann
Po debiucie A. J. Francisa w TNA na Hard To Kill, był on przedmiotem wyśmiewań Joe Hendry’ego, który nieustannie kręcił teledyski, w których kpił z wyglądu Francisa, jego zdolności wrestlingowych i talentów muzycznych. Kiedy Francis zemścił się na Hendrym, ten ostatni był wspierany przez Richa Swanna; chociaż podczas No Surrender, Francis argumentował Swanna, że nie muszą być po przeciwnych stronach. 14 marca na odcinku TNA Impact!, Francis i Hendry skonfrontowali się w debiutanckiej walce Francisa w TNA, który wygrał po tym, jak Swann zwrócił się przeciwko Hendry’emu. W następnym tygodniu, Francis i Hendry nazwali swój nowy sojusz „Fir$t Cla$$”. Kilka tygodni później, na odcinku z 11 kwietnia, Hendry skonfrontował się z Fir$t Cla$$ po tag team matchu, tym razem kpiąc ze Swanna za zwrócenie się przeciwko niemu i sprzymierzenie się z Francisem. Następnie wyzwał Swanna na walkę z nim na Rebellion, co zostało oficjalnie ogłoszone przez TNA.

### Pojawienie się DJ Ashby
18 kwietnia TNA ogłosiło, że gitarzysta rockowy DJ Ashba wykona na gali „The Star-Spangled Banner”.

### Pojedynek o TNA Digital Media Championship
Podczas pre-show Countdown to Sacrifice, Laredo Kid miał zmierzyć się z Crazzy Steve’em o TNA Digital Media Championship, ale problemy z podróżą zmusiły go do opuszczenia gali. Ostatecznie walka o tytuł odbyła się 11 kwietnia na odcinku TNA Impact!. Tam Steve wykorzystał frustrację i niepokój Kida, a po złapaniu maski Kida, ten w gniewie odepchnął sędziego, powodując dyskwalifikację. W następnym tygodniu ogłoszono, że Kid otrzyma rewanż o Digital Media Championship Steve’a podczas pre-show Countdown to Rebellion.

### Lights Out
Pod koniec odcinka TNA Impact! z 19 kwietnia, odtworzono winietę zawierającą frazę „Lights Out”, teasując powrót Matta Hardy’ego na Rebellion.

## Wyniki walk
| Nr                                                                   | Wyniki | Stypulacje                                                 | Czas  |
| -------------------------------------------------------------------- | --- | ---------------------------------------------------------- | ----- |
| 1P                                                                   | Leon Slater i ABC (Ace Austin i Chris Bey) pokonali The Rascalz (Treya Miguela, Zachary’ego Wentza i Myrona Reeda) poprzez pinfall              | Six-man tag team match                                     | 9:05  |
| 2P                                                                   | Laredo Kid pokonał Crazzy’ego Steve’a (c) poprzez pinfall                                                                                       | Singles match o TNA Digital Media Championship             | 8:40  |
| 3P                                                                   | Spitfire (Dani Luna i Jody Threat) (c) (z Larsem Frederiksenem) pokonały Decay (Havok i Rosemary) poprzez pinfall                               | Tag team match o TNA Knockouts World Tag Team Championship | 10:30 |
| 4                                                                    | Mustafa Ali (c) pokonał Jake’a Somethinga poprzez pinfall                                                                                       | Singles match o TNA X Division Championship                | 10:00 |
| 5                                                                    | Rich Swann (z A. J. Francisem) pokonał Joe Hendry’ego poprzez pinfall                                                                           | Singles match                                              | 8:40  |
| 6                                                                    | Frankie Kazarian pokonał Erica Younga poprzez pinfall                                                                                           | Full Metal Mayhem match                                    | 15:20 |
| 7                                                                    | Mike Santana pokonał Steve’a Maclina poprzez pinfall                                                                                            | Singles match                                              | 8:10  |
| 8                                                                    | The System (Eddie Edwards i Brian Myers) (c) (z Alishą Edwards) pokonali Speedball Mountain (Mike’a Bailey’ego i Trenta Sevena) poprzez pinfall | Tag team match o TNA World Tag Team Championship           | 12:50 |
| 9                                                                    | Josh Alexander pokonał Hammerstone’a | Last Man Standing match                                    | 19:50 |
| 10                                                                   | Jordynne Grace (c) pokonała Steph De Lander (z The Good Hands (Jasonem Hotchem i Johnem Skylerem)) poprzez pinfall                              | Singles match o TNA Knockouts World Championship           | 12:15 |
| 11                                                                   | Moose (c) (z The System (Eddiem Edwardsem, Brianem Myersem i Alishą Edwards)) pokonał Nica Nemetha poprzez pinfall                              | Singles match o TNA World Championship                     | 17:10 |
| (c) – mistrz/mistrzyni przed walkąP – walka miała miejsce w pre-show | |                                                            |       |